# Garrulaxe à gorge jaune
Pterorhinus galbanus
Espèce
Synonymes
- Dryonastes galbanus (Godwin-Austen, 1874)[1]
- Garrulax galbanus Godwin-Austen, 1874[1]

Statut de conservation UICN

 LC  : Préoccupation mineure
Le Garrulaxe à gorge jaune (Pterorhinus galbanus) est une espèce d'oiseaux de la famille des Leiothrichidae.
Cet oiseau peuple le massif de Purvanchal (en), formant une frontière naturelle entre la Birmanie et l'Inde.

## Systématique
L'espèce Pterorhinus galbanus a été décrite pour la première fois en 1874 par le topographe, géologue et naturaliste britannique Henry Haversham Godwin-Austen (1834-1923) sous le protonyme Garrulax galbanus,.

## Description
Dans sa description de 1874, Godwin-Austen indique que cet oiseau mesure environ 23 cm.

## Publication originale
- (en) Major H. H. Godwin-Austen, « Descriptions of Ten new Birds from the Nágá Hills and Munipúr Valley, N.E. Frontier of Bengal », Proceedings of the Zoological Society of London, Londres, ZSL, vol. 42, no 1,‎ 1874, p. 43–48 (ISSN 0370-2774, OCLC 1779524, BNF 32843178, DOI 10.1111/J.1096-3642.1874.TB02450.X, lire en ligne).